# Olidiana huangi
Olidiana huangi är en insektsart som beskrevs av Zhang 1994. Olidiana huangi ingår i släktet Olidiana och familjen dvärgstritar. Inga underarter finns listade i Catalogue of Life.